# Соколда
Соколда (пол. Sokołda) — село в Польщі, у гміні Супрасль Білостоцького повіту Підляського воєводства.
Населення — 82 особи (2011).
У 1975-1998 роках село належало до Білостоцького воєводства.

## Демографія
Демографічна структура станом на 31 березня 2011 року:
|          | Загалом | Допрацездатний вік | Працездатний вік | Постпрацездатний вік |
| -------- | ------- | ------------------ | ---------------- | -------------------- |
| Чоловіки | 41      | 8                  | 30               | 3                    |
| Жінки    | 41      | 7                  | 27               | 7                    |
| Разом    | 82      | 15                 | 57               | 10                   |